# Płoszczad´ Aleksandra Niewskogo-1
Płoszczad Aleksandra Niewskogo-1 (ros. Пло́щадь Алекса́ндра Не́вского-1) – piąta stacja linii Newsko-Wasileostrowskiej, znajdującego się w Petersburgu systemu metra.

## Charakterystyka
Stacja Płoszczad´ Aleksandra Niewskogo-1 została oficjalnie uruchomiona 3 listopada 1967 roku, a zastosowany został na niej system automatycznie rozsuwanych drzwi peronowych. Autorami projektu architektonicznego obecnej postaci stacji są: Ł. P. Ławrow (Л. П. Лавров), T. W. Szyszkowa (Т. В. Шишкова), W. G. Szyszkow (В. Г. Шишков), A. S. Gieckin (А. С. Гецкин), W. P. Szuwałowa (В. П. Шувалова), a wsparcie inżynieryjne zapewnił O. W. Grejc О. В. Грейц. Elementy dekoracyjne i prace zdobnicze wykonali: E. R. Ozol (Э. Р. Озоль), I. N. Kostiuchin (И. Н. Костюхин) i W. S. Nowikow (В. С. Новиков). Stacja położona jest przy placu Aleksandra Newskiego (który nadaje jej nazwę), w pobliżu ławry Aleksandra Newskiego. Wejście do stacji zlokalizowane jest w budynku hotelu Moskwa, choć sama ta budowla została wzniesiona kilka lat później. 

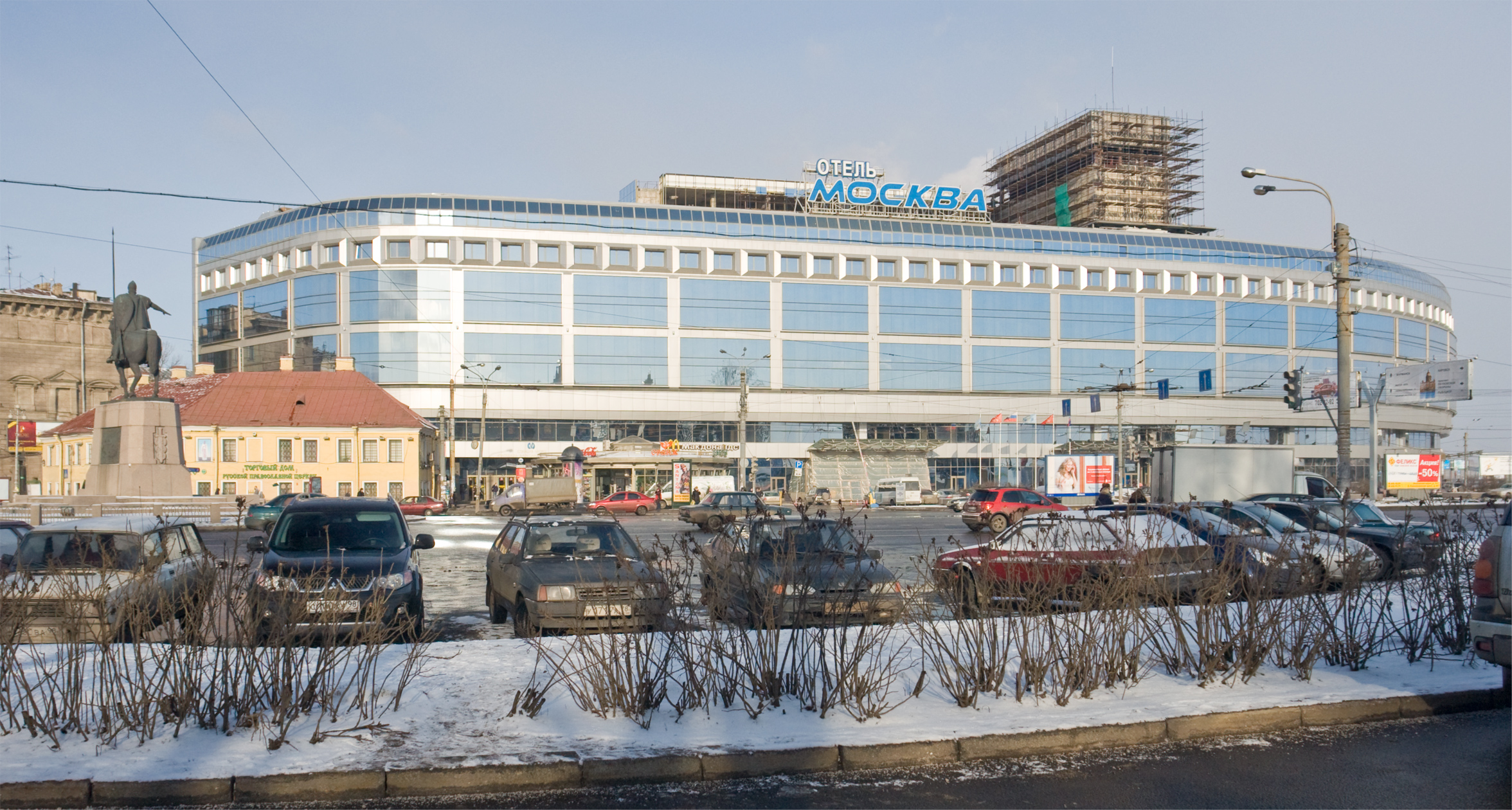
Hotel Moskwa będący wejściem do stacji.

Dekoracje Płoszczadu Aleksandra Niewskogo-1 są ściśle związane z jej nazwą, w ornamentyce dominują elementy ruskie. Ściany pokryto białym marmurem, a posadzki wyłożone zostały szarymi płytami granitowymi. Na jednej ze ścian znajduje się wykonany z miedzi panel dekoracyjny przedstawiający Aleksandra Newskiego w otoczeniu swej drużyny książęcej. Sklepienie jest koliste, barwy białej, a w pierwszej dekadzie XXI wieku wymienione zostało oświetlenie.
Płoszczad´ Aleksandra Niewskogo-1 położony jest na głębokości 54 metrów. Poprzez stację Płoszczad´ Aleksandra Niewskogo-2 możliwa jest przesiadka na linię Prawobrzeżną. Od 1 czerwca 2010 roku do 31 marca 2011 roku wejście do stacji było zamknięte, a pasażerowie musieli korzystać z przejścia przez Płoszczad´ Aleksandra Niewskogo-2. Ruch pociągów odbywa się tutaj od godziny 5:32 do godziny 0:24 i w tym czasie jest ona dostępna dla pasażerów.